# Westerndorf St. Peter
Westerndorf St. Peter (amtliche Schreibweise Westerndorf St.Peter, bis 1951 Westerndorf) ist einer von 30 amtlich benannten Gemeindeteilen der kreisfreien Stadt Rosenheim und auch Name eines Stadtteils.

## Geographie
Das Kirchdorf hatte 2012 561 Einwohner. Durch den Ort verläuft die Bundesstraße 15. Ab der für 2023 geplanten Inbetriebnahme der Westtangente Rosenheim wird mit einer deutlichen Verkehrsberuhigung gerechnet.

## Geschichte
Der nördlich von Rosenheim gelegene Ort war früher der Hauptort der gleichnamigen eigenständigen Gemeinde, die 1818 durch das bayerische Gemeindeedikt begründet wurde. Ort und Gemeinde wurden am 26. September 1951 von Westerndorf in Westerndorf St. Peter umbenannt.
Die Gemeinde wurde am 1. Mai 1978 großteils in die Stadt Rosenheim eingemeindet. Der nördliche Teil von Westerndorf St. Peter mit Deutelhausen, Eichwald, Moos und Pfaffenhofen am Inn kam zur Gemeinde Schechen, Filzen kam zu Großkarolinenfeld und Moorkultur kam zu Kolbermoor.

## Vereine
Westerndorf St. Peter hat einen eigenen Sportverein und eine daneben gelegene Grund- und Mittelschule.